# Insurrection du 12 germinal an III

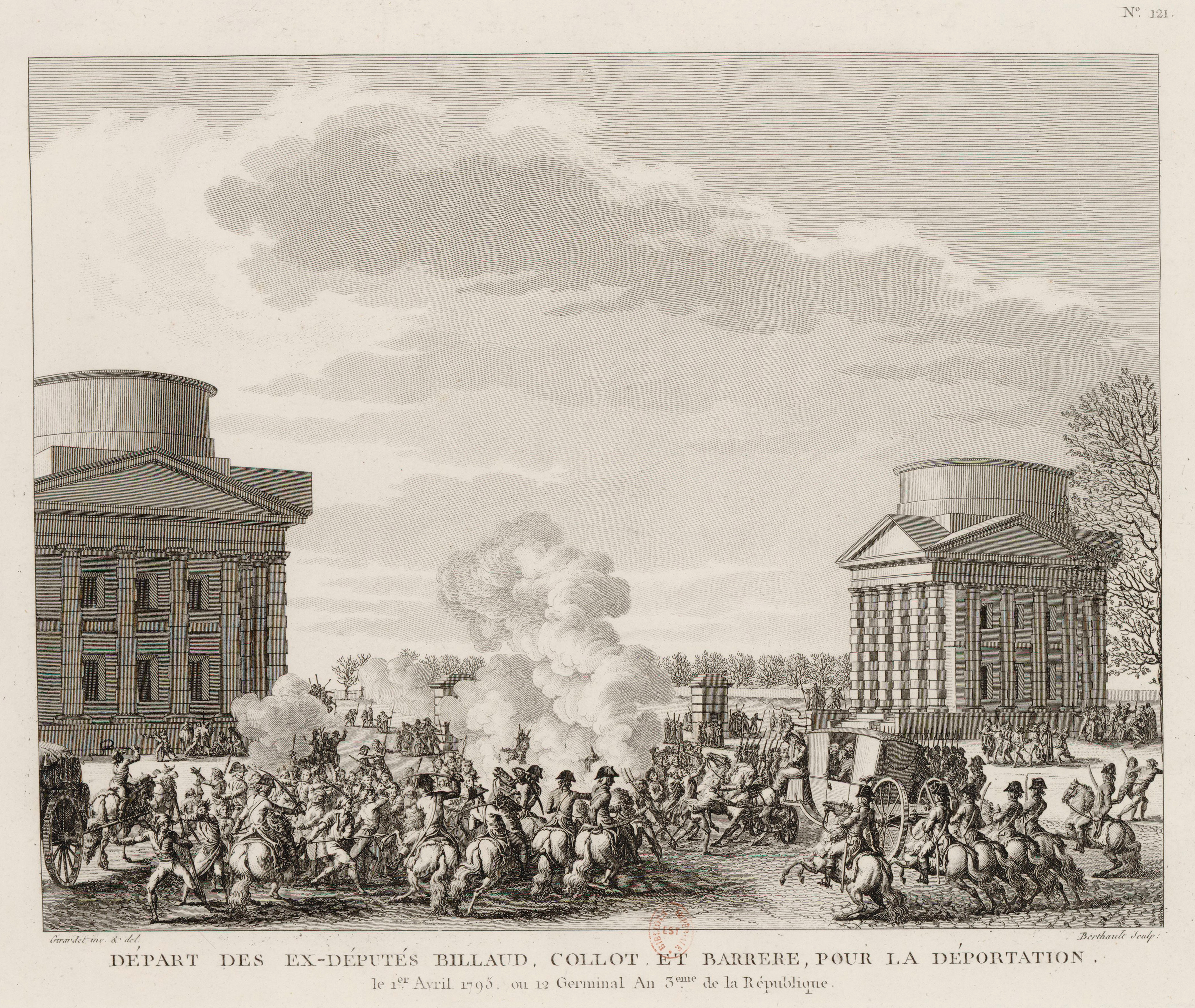
Insurrection du 12 germinal an III.

Insurrection du 12 germinal an III var ett folkligt uppror som ägde rum i Paris den 1 april 1795. Upproret utlöstes av fattigdom, hunger och misär orsakad av regimens avskaffande av den kontrollerade ekonomi som hade rått under skräckväldet, och som dragit tillbaka efter Thermidorreaktionen. Upproret slogs ned men orsakade en fortsatt instabil politisk situation. 